# Duba Pelješka
Duba Pelješka – wieś w Chorwacji, w żupanii dubrownicko-neretwiańskiej, w gminie Trpanj. W 2011 roku liczyła 44 mieszkańców.